# Wypad na Truskaw
Wypad na Truskaw – zaskakujący atak na kwaterujący we wsi Truskaw batalion z Brygady Szturmowej SS RONA, przeprowadzony nocą 2/3 września 1944 roku przez wydzielony oddział z Grupy AK „Kampinos” dowodzony przez por. Adolfa Pilcha ps. „Dolina”.
27 sierpnia 1944 okolice Truskawia i Sierakowa obsadziły jednostki kolaboracyjnej brygady SS RONA, uniemożliwiając tym samym komunikację między oddziałami AK w Puszczy Kampinoskiej a powstańczą Warszawą. Nieprzyjaciel rozpoczął wkrótce ataki na polską placówkę w pobliskiej Pociesze. W tej sytuacji dowodzący Pułkiem „Palmiry-Młociny” por. „Dolina” zorganizował nocny wypad na stacjonujących w Truskawiu ronowców. Przy niewielkich stratach własnych Polacy całkowicie rozbili dwa nieprzyjacielskie pododdziały, zdobywając przy tym duże ilości broni i amunicji. Sukces ten – w połączeniu z przeprowadzonym kolejnej nocy udanym wypadem na Marianów – zmusił brygadę RONA do odwrotu z południowych obrzeży Puszczy Kampinoskiej.

## „Niepodległa Rzeczpospolita Kampinoska”

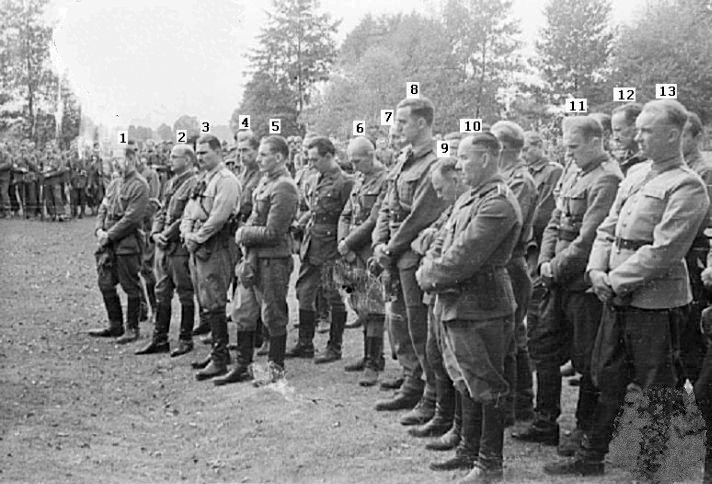
Korpus oficerski Grupy „Kampinos” podczas mszy polowej w Wierszach. Na zdjęciu widoczni m.in. mjr „Okoń” oraz por. „Dolina”

Po wybuchu powstania warszawskiego walki objęły również położoną na północny zachód od stolicy Puszczę Kampinoską. W tym czasie struktury Armii Krajowej z terenów przedwojennych gmin Czosnów i Młociny oraz ze wschodniej części gminy Zaborów wchodziły w skład VIII Rejonu „Łęgów” VII Obwodu „Obroża” Okręgu Warszawskiego AK. Rejonem tym dowodził kpt. Józef Krzyczkowski ps. „Szymon”. W przeddzień powstania podległe mu struktury AK mogły wystawić dwa bataliony piechoty o sile pięciu kompanii pierwszej linii. Słabością owych oddziałów pozostawało jednak uzbrojenie. Kapitan „Szymon” oceniał w swych wydanych po wojnie wspomnieniach, że po zakończeniu mobilizacji w lipcu 1944 jego rejon mógł wystawić do walki zaledwie ok. 350-400 uzbrojonych żołnierzy. Szczęśliwie dla strony polskiej układ sił w Puszczy Kampinoskiej uległ diametralnej zmianie pod koniec lipca 1944, gdy w Dziekanowie Polskim stanęło Zgrupowanie Stołpecko-Nalibockie AK przybyłe z Puszczy Nalibockiej na Kresach Wschodnich. Liczyło ono 861 dobrze uzbrojonych żołnierzy, a na jego czele stał por. Adolf Pilch ps. „Góra”/„Dolina” – „cichociemny”, doświadczony partyzant prowadzący od jesieni 1943 walkę z Niemcami i partyzantką sowiecką. Początkowo kręgi konspiracyjne przyjęły „Dolinę” i jego żołnierzy z dużą nieufnością, gdyż ciążyły na nich oskarżenia o współpracę z Niemcami. Ostatecznie Komenda Główna AK zgodziła się jednak na włączenie zgrupowania nalibockiego w skład VIII Rejonu.
3 sierpnia 1944 na bazie oddziałów VIII Rejonu oraz Zgrupowania Stołpecko-Nalibockiego utworzono Pułk „Palmiry-Młociny”, którego dowództwo objął por. „Dolina”. Po wybuchu powstania w Puszczy Kampinoskiej pojawiły się niewielkie oddziały AK z różnych dzielnic Warszawy, które opuściły miasto po niepowodzeniu pierwszych polskich natarć w godzinie „W”. Stopniowo docierały tam również oddziały z innych rejonów i obwodów Okręgu Warszawskiego AK, a także z sąsiedniego Podokręgu Zachodniego Obszaru Warszawskiego AK. Na bazie tych jednostek powstało partyzanckie zgrupowanie o nazwie Grupa „Kampinos”. W szczytowym momencie liczyło ono około 2700 żołnierzy i 700 koni.

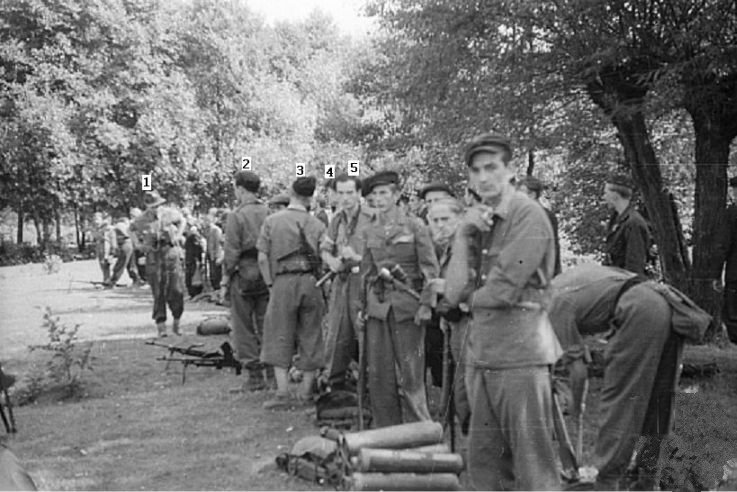
Żołnierze Grupy „Kampinos” wyruszający na odsiecz Warszawie. 19 sierpnia 1944

Działania Grupy „Kampinos” nie zdołały odmienić losów powstania. Po nieudanych atakach na lotnisko bielańskie (1–2 sierpnia 1944) polskie oddziały musiały przejściowo cofnąć się w głąb Puszczy Kampinoskiej. Tymczasem dowództwo AK, które wiązało duże nadzieje z obecnością silnego partyzanckiego zgrupowania w bezpośredniej bliskości Warszawy, skierowało do puszczy mjr. Alfonsa Kotowskiego ps. „Okoń”, polecając mu zorganizowanie odsieczy dla stolicy, a następnie przeprowadzenie energicznych działań zaczepnych w kierunku Powązek. „Okoń” dotarł do Grupy „Kampinos” w nocy 15/16 sierpnia. Zanim to jednak nastąpiło w dowództwie oddziałów puszczańskich powstał chaos kompetencyjny, który w brzemienny sposób wpłynął na działania polskiego zgrupowania. Z powodu wzajemnych niesnasek oraz niezdecydowania dowódców AK nie udało się zorganizować natarcia na tyły niemieckiej Grupy Bojowej „Reinefarth”. Ostatecznie blisko 1000 żołnierzy Grupy „Kampinos” przeszło w dwóch rzutach na stołeczny Żoliborz, gdzie zamierzano ich użyć do przełamania niemieckiej bariery odgradzającej tę dzielnicę od Starego Miasta. Dwa nocne natarcia na silnie umocniony Dworzec Gdański zakończyły się jednak klęską i utratą blisko 500 żołnierzy (20/21 sierpnia i 21/22 sierpnia). Po nieudanych szturmach część „leśnych” powróciła wraz z mjr. „Okoniem” do Puszczy Kampinoskiej, część pozostała natomiast na Żoliborzu. Razem z żołnierzami Grupy „Kampinos” miasto opuściła także pewna liczba powstańców, w tym przede wszystkim 100-osobowa kompania Powstańczych Oddziałów Specjalnych „Jerzyki” pod dowództwem por. Jerzego Strzałkowskiego ps. „Jerzy”.
Powróciwszy z Warszawy, mjr „Okoń” przywiózł ze sobą rozkaz podpisany przez gen. Tadeusza Pełczyńskiego ps. „Robak”, który potwierdzał, iż „Okoniowi” podlegają wszystkie jednostki AK w Puszczy Kampinoskiej. W tym samym rozkazie szef sztabu KG AK wyznaczył również nowe zadania Grupie „Kampinos”. Miały one zasadniczo charakter pasywny i nie przewidywały prowadzenia poważniejszych akcji dywersyjnych na tyłach wojsk niemieckich walczących w Warszawie. W myśl rozkazu gen. Pełczyńskiego zadania oddziałów puszczańskich obejmować miały bowiem:
- organizację bazy zaopatrzeniowej dla powstańczej Warszawy.
- organizację dostaw broni, amunicji, żywności oraz sprzętu dla walczącej stolicy.
- rozszerzenie bazy odbiorczo-zrzutowej, służącej przejmowaniu zrzutów broni i zaopatrzenia dokonywanych przez alianckie lotnictwo.
- rozbudowę ośrodka radiowego „gwarantującego ciągłość pracy”.
- współdziałanie z oddziałami AK walczącymi w Warszawie w celu likwidacji niemieckich jednostek w północno-zachodniej części miasta.
- organizację oddziałów dyspozycyjnych dla zapewnienia ochrony bazie odbiorczo-zrzutowej.

W tym okresie Grupa „Kampinos” kontrolowała już niepodzielnie centralny i wschodni obszar Puszczy Kampinoskiej, obejmujący wsie: Ławy, Łubiec, Roztoka, Kiścinne, Krogulec, Wędziszew, Brzozówka, Truskawka, Janówek, Pociecha, Zaborów Leśny i Wiersze. W tej ostatniej wsi ulokowała się kwatera główna zgrupowania. Polskie patrole były także w stanie penetrować liczne sąsiednie miejscowości, nieobsadzone dotychczas przez nieprzyjaciela. Obszar opanowany przez żołnierzy AK nazywany był „Niepodległą Rzecząpospolitą Kampinoską”.

## Przybycie RONA do Puszczy Kampinoskiej

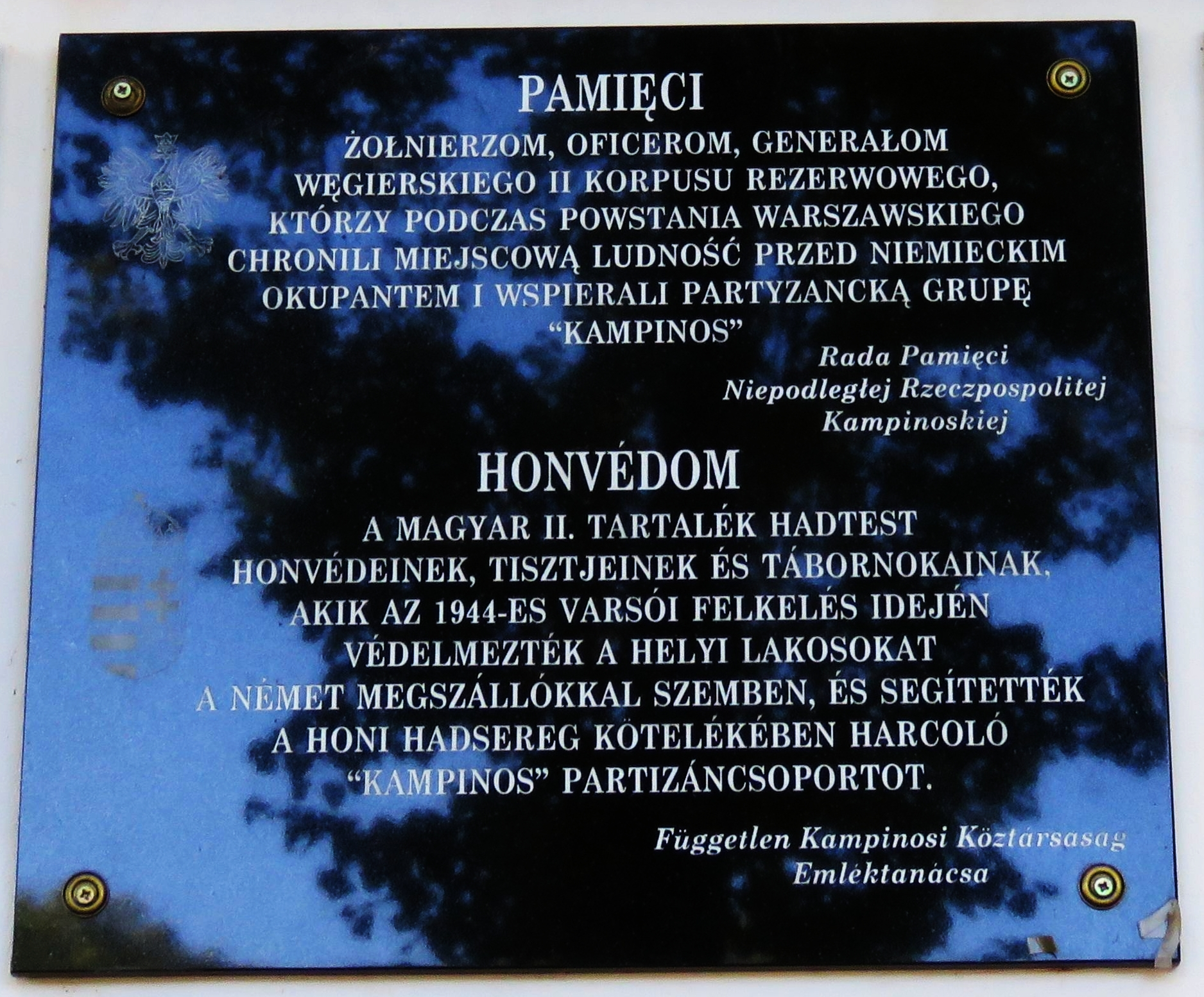
Tablica na murze kościoła w Wierszach, upamiętniająca życzliwy stosunek żołnierzy węgierskich do powstańców i ludności cywilnej

Zadanie odgrodzenia Warszawy od Puszczy Kampinoskiej dowództwo niemieckie powierzyło początkowo swoim węgierskim sprzymierzeńcom, a dokładnie 12 Dywizji Rezerwowej z II Korpusu Rezerwowego. Niemcy szybko zorientowali się jednak, że stworzony przez sojuszników kordon pozostaje w dużej mierze fikcją, gdyż Honvédzi jawnie sympatyzują z Polakami. Węgierskie dowództwo odrzuciło co prawda polską propozycję zmiany sojuszu, niemniej obie strony zawarły nieformalny „pakt o nieagresji”. Węgrzy nie przeszkadzali w utrzymywaniu komunikacji między oddziałami puszczańskimi a Żoliborzem – kilkukrotnie zezwalając nawet na przemarsz zwartych i dobrze uzbrojonych oddziałów AK w pobliżu swoich placówek. W tej sytuacji pod koniec sierpnia Niemcy wycofali Węgrów z okolic Warszawy, przystępując jednocześnie do wzmacniania kordonu wokół miasta. Grupa „Kampinos” szybko odczuła owe zmiany. W nocy 26/27 sierpnia, względnie rankiem 27 sierpnia, oddział „Jerzyków” zmierzający na Żoliborz z transportem broni, amunicji i żywności został ostrzeżony przez kapelana szpitala w Laskach, ks. prof. Stefana Wyszyńskiego ps. „Radwan III”, iż droga do Warszawy wiodąca przez Truskaw, Laski i Izabelin jest zablokowana przez silne placówki nieprzyjaciela. Niemcy mieli być w dodatku dobrze poinformowani o zbliżaniu się polskiego oddziału. Gdy wysłane naprędce patrole potwierdziły słuszność ostrzeżenia, por. „Jerzy” wycofał swój oddział z powrotem do puszczy.

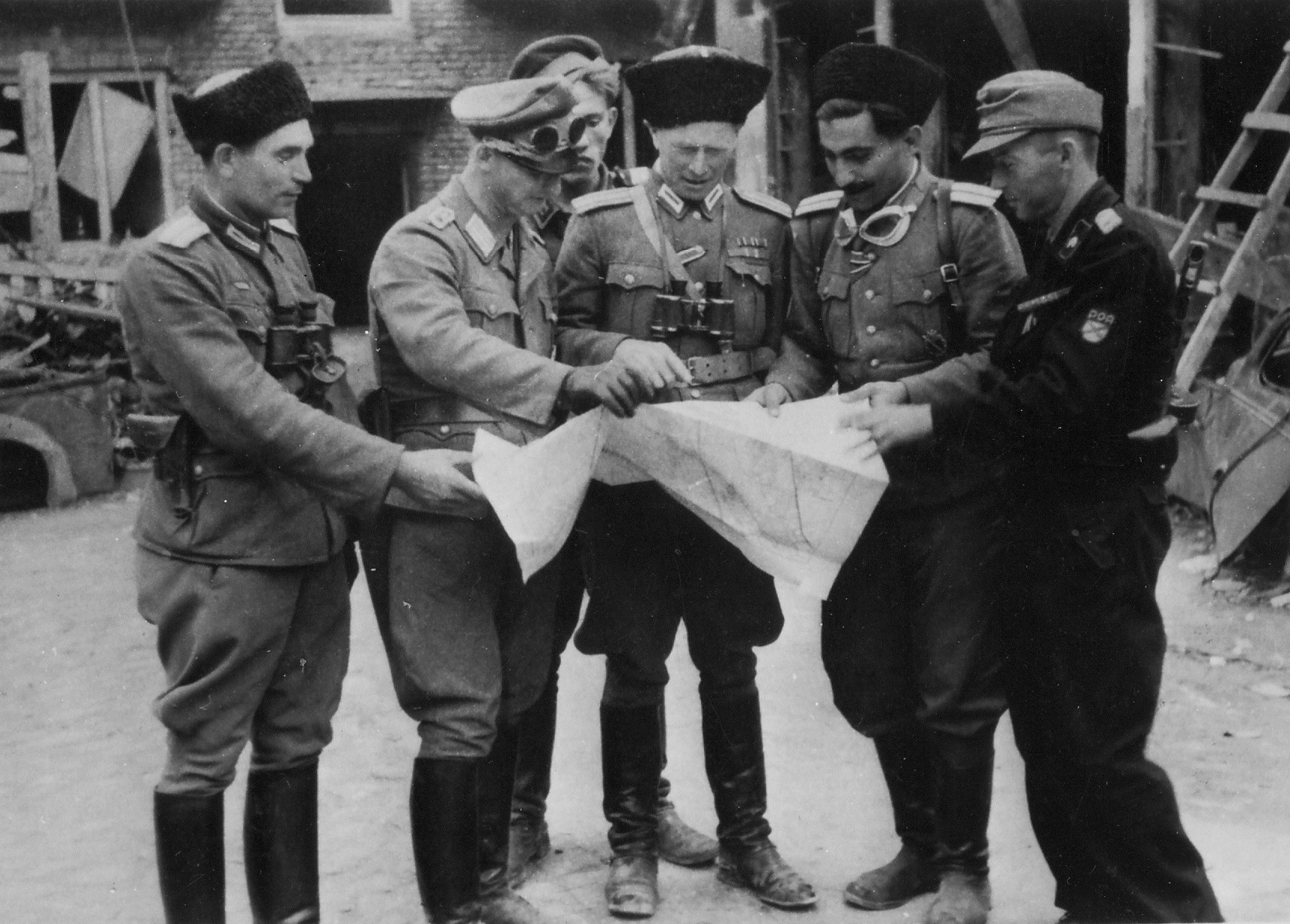
Dowództwo wydzielonego pułku z Brygady Szturmowej SS RONA podczas walk w Warszawie

27 sierpnia w godzinach popołudniowych do Truskawia i Sierakowa przybył wydzielony pułk z Brygady Szturmowej SS RONA, liczący blisko 1500 żołnierzy. RONA była formacją kolaboracyjną, złożoną głównie z Rosjan i Białorusinów. Na jej czele stał SS-Brigadeführer Bronisław Kamiński. Od 4 sierpnia pułk RONA walczył na warszawskiej Ochocie, a następnie w Śródmieściu Południowym. Już pierwsze starcia z powstańcami ukazały jednak, że jednostka Kamińskiego posiada minimalną wartość bojową, a jej żołnierze zainteresowani są wyłącznie grabieżą, alkoholem i kobietami. Podczas walk na Ochocie ronowcy dopuścili się wielu okrutnych zbrodni na polskiej ludności cywilnej. Ich ofiarą padały nawet niemieckie kobiety służące w formacjach pomocniczych Wehrmachtu. Co więcej, Kamiński powołując się na upoważnienia uzyskane rzekomo od samego Reichsführera-SS Himmlera, okazywał niemieckim generałom jawną niesubordynację. W tej sytuacji niemieckie dowództwo doszło do wniosku, iż dalsza obecność RONA w Warszawie przynieść może więcej szkód niż pożytku. Prawdopodobnie 19 sierpnia Kamiński został pozbawiony dowództwa, a tydzień później wezwano go do Łodzi, gdzie stanął przed niemieckim sądem wojennym, który skazał go na karę śmierci. Wyrok wykonano prawdopodobnie w nocy 28/29 sierpnia. Żołnierzy brygady RONA poinformowano, iż Kamiński zginął z rąk polskich partyzantów.
Tymczasem 23 sierpnia pułk RONA przerzucono ze Śródmieścia Południowego na Muranów, skąd po kilku dniach został odkomenderowany do Puszczy Kampinoskiej, gdzie zajął miejsce zwolnione przez nie budzących niemieckiego zaufania Węgrów. RONA szybko utworzyła zwarty kordon, ciągnący się przez Laski, Izabelin i Borzęcin w kierunku Leszna. Podobnie jak to wcześniej miało miejsce w Warszawie, ronowcy brutalnie terroryzowali polską ludność cywilną. Dla mieszkańców kampinoskich wsi codziennością stały się grabieże i gwałty na kobietach. Osoby, które stawiały opór lub naraziły się żołnierzom, nierzadko były mordowane na miejscu. Do pierwszych potyczek ronowców z żołnierzami Grupy „Kampinos” doszło natomiast 28 sierpnia. Tego dnia w godzinach porannych patrol z kompanii „Jerzyków” udał się do Truskawia, gdzie wdał się w walkę z silnym oddziałem RONA. W starciu poległo lub odniosło śmiertelne rany trzech żołnierzy AK, podczas gdy straty nieprzyjaciela szacowano na dwóch zabitych i ośmiu rannych. Z kolei w godzinach wieczornych RONA przeprowadziła rozpoznanie bojem w rejonie przysiółka Pociecha. Żołnierze AK odparli atak, zabijając lub raniąc kilku ronowców.

## Walki pod Pociechą

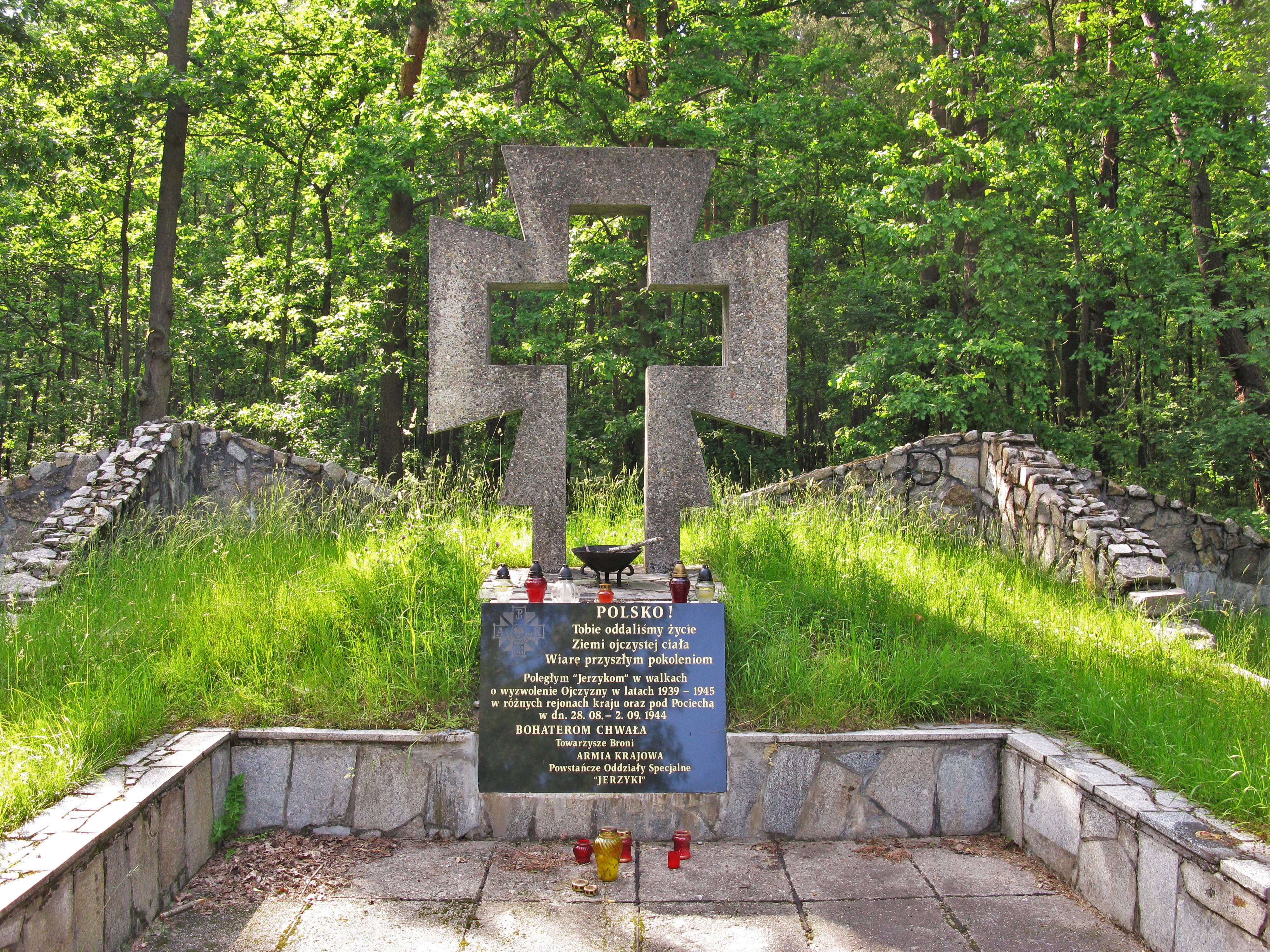
Pomnik ku czci żołnierzy z kompanii „Jerzyków” poległych w obronie Pociechy

Pociecha stała się w następnych dniach celem licznych nieprzyjacielskich ataków. Zbiegały się tam bowiem drogi z Sierakowa i Truskawia, którymi Niemcy i ich kolaboranci mogli wedrzeć się w głąb opanowanej przez partyzantów puszczy. Ewentualna utrata przysiółka oznaczałaby także odepchnięcie oddziałów AK od strategicznie ważnych szos Warszawa – Modlin i Warszawa – Leszno oraz ostateczne odgrodzenie „Rzeczypospolitej Kampinoskiej” od powstańczej Warszawy. Ponadto obecność polskiej placówki w Pociesze uniemożliwiała Niemcom korzystanie z dogodnego leśnego traktu wiodącego z Warszawy przez Palmiry do Kazunia i Modlina.
Zadanie obrony Pociechy dowództwo Grupy „Kampinos” powierzyło początkowo kompanii „Jerzyków”. Już 28 sierpnia piechurów wzmocniono jednak 3 szwadronem 27 Pułku Ułanów AK, dowodzonym przez dowództwem wachm. pchor. Narcyza Kulikowskiego ps. „Sum”. Liczba obrońców wzrosła dzięki temu do około 200 żołnierzy. Z kolei w ciągu następnych kilku dni w rejonie Pociechy skoncentrowały się znaczne siły RONA, których liczebność autorzy opracowania Działania powstańcze VIII Rejonu szacowali na dwa bataliony piechoty wsparte dwiema haubicami, dwoma działami kal. 75 mm oraz dziesięcioma moździerzami.
29 sierpnia ronowcy wznowili ataki na Pociechę. W plutonie „Jerzyków” broniącym kluczowej placówki na rozległej wydmie nieopodal przysiółka ostrzał nieprzyjacielskiej artylerii oraz zranienie dowódcy wywołały chwilową panikę. Ostatecznie przy wsparciu ułanów udało się jednak utrzymać pozycję, a ronowców odeprzeć, zadając im ciężkie straty (Józef Krzyczkowski podawał, iż owe wypadki rozegrały się 31 sierpnia). Nie powiodły się także nieprzyjacielskie ataki na innych odcinkach.
W dniach 30–31 sierpnia natężenie walk nie spadło. Polskie stanowiska znajdowały się pod silnym ostrzałem nieprzyjacielskiej artylerii i broni maszynowej, a ronowcy co pewien czas podejmowali próby przełamania polskiej obrony. Do walki włączyły się także dwukrotnie niemieckie myśliwce. W południe 31 sierpnia polskie dowództwo zastąpiło „Jerzyków” kompanią ppor. „Mazura” z batalionu sochaczewskiego mjr. „Korwina”. W czasie przejmowania stanowisk na pierwszej linii „sochaczewiacy” znaleźli się pod silnym ogniem artylerii i w nieładzie opuścili bronioną pozycję. Kontratak sprowadzonych ponownie „Jerzyków” pozwolił jednak opanować sytuację, a do końca dnia żołnierze batalionu sochaczewskiego utrzymywali już samodzielnie zajmowane stanowiska (Józef Krzyczkowski podawał, iż owe wypadki rozegrały się 2 września). Wieczorem tego samego dnia zluzowano także 3 szwadron, którego stanowiska przejęli ułani z 2 szwadronu dowodzeni przez st. wachm. Józefa Niedźwieckiego ps. „Lawina” (szwadron „Suma” powrócił w rejon Pociechy dwa dni później).
W dniach 1–2 września polskie pozycje w rejonie Pociechy nadal intensywnie ostrzeliwała nieprzyjacielska artyleria. RONA kontynuowała także próby przełamania polskiej obrony. Józef Krzyczkowski podawał, że przez dwa dni Rosjanie przypuszczali niezbyt stanowcze natarcia, które za każdym razem zalegały pod ogniem polskich karabinów maszynowych i moździerzy. Dowództwo RONA nie podjęło przy tym próby obejścia polskich stanowisk, lecz z uporem rzucało swoje oddziały do frontalnego ataku. Z kolei w polskich oddziałach coraz bardziej dawało o sobie znać przemęczenie spowodowane ciągłym ostrzałem nieprzyjacielskiej artylerii. Adam Borkiewicz twierdził natomiast, że działania ofensywne RONA osiągnęły swój punkt kulminacyjny 2 września, kiedy to w trakcie wielogodzinnej walki żołnierze AK mieli odeprzeć aż siedem nieprzyjacielskich ataków. 
W ocenie Mariana Podgórecznego sześciodniowe walki pozycyjne w rejonie Pociechy były najdłuższą bitwą partyzancką stoczoną na ziemiach polskich w okresie niemieckiej okupacji. Józef Krzyczkowski twierdził, że w obronie wsi poległo 16 polskich żołnierzy a 23 odniosło rany. Straty poniesione przez brygadę RONA szacował z kolei na co najmniej 30 zabitych i 40 rannych. Nieco inne liczby wymieniał natomiast Jerzy Koszada. Według niego polskie oddziały utracić miały 21 poległych i 35 rannych, podczas gdy straty RONA wynieść miały 51 zabitych i 40 rannych.

## Nocny atak na Truskaw

### Przygotowania

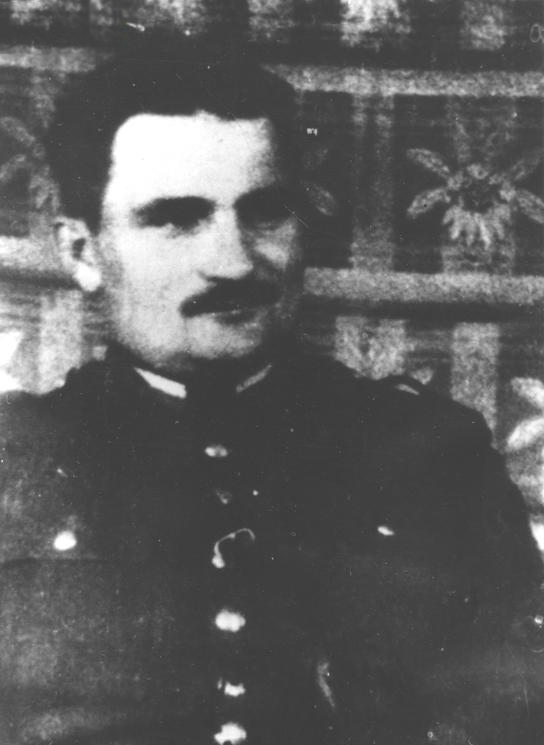
Adolf Pilch ps. „Dolina”

Przebieg walk w rejonie Pociechy wskazywał, że Grupa „Kampinos” nie powinna biernie oczekiwać na kolejne ataki ronowców. Należało się bowiem liczyć z możliwością silniejszego nacisku nieprzyjaciela, przy czym wynik kolejnego starcia mógłby się okazać nieprzewidywalny, gdyby Niemcy wzmocnili ronowców bronią pancerną oraz dodatkowymi bateriami artylerii. Wywiad AK informował o stałym wzmacnianiu nieprzyjacielskich sił w Truskawiu i Sierakowie oraz o gromadzeniu nowych oddziałów w Laskach, Izabelinie i Hornówku. Jednocześnie artyleria RONA rozlokowana w Truskawiu i Sierakowie dawała się mocno we znaki obrońcom Pociechy. Polscy żołnierze musieli godzinami tkwić w okopach pod ostrzałem wroga, każdego dnia odnotowywano straty w zabitych i rannych. W zasięgu nieprzyjacielskich dział znalazły się również polskie placówki w Wierszach, Truskawce, Krogulcu i Kiścinnem. Oddziały Grupy „Kampinos”, niedysponujące własną artylerią, nie mogły skutecznie odpowiadać na ostrzał nieprzyjaciela. Niemożliwe było również zneutralizowanie nieprzyjacielskiej artylerii poprzez wypady na przedpole, gdyż baterie RONA pozostawały bezpiecznie ukryte za przednimi pozycjami. Nie bez znaczenia był również fakt, że miejscowa ludność domagała się od żołnierzy AK reakcji na zbrodnie popełniane przez ronowców.
Frontalny atak na dobrze osłonięte pozycje silnie uzbrojonego przeciwnika nie rokował większych szans powodzenia, a także groził poważnymi stratami. W tej sytuacji por. „Dolina” już 1 września zaproponował mjr. „Okoniowi” przeprowadzenie głębokiego wypadu na tyły nieprzyjaciela. Celem tej ryzykownej akcji miało być rozbicie batalionu RONA kwaterującego w Truskawiu. Mimo początkowych wahań dowódca zgrupowania wyraził zgodę. Podjęto decyzję, że wypad na Truskaw zostanie przeprowadzony w nocy z 2 na 3 września. Ponadto „Okoń” postanowił, iż tej samej nocy osobiście poprowadzi podobny rajd na oddział RONA w sąsiednim Sierakowie.
Ze względu na charakter zadania „Dolina” postanowił przeprowadzić wypad niewielkim, lecz dobrze uzbrojonym oddziałem – złożonym wyłącznie ze starannie wybranych ochotników. Do udziału w akcji zgłosiło się ok. 600 żołnierzy, spośród których porucznik wybrał 80 (w tym 70 żołnierzy z oddziałów liniowych oraz dziesięciu z formacji tyłowych). Wszyscy żołnierze byli uzbrojeni w pistolety maszynowe i granaty, zabrano również kilka ręcznych karabinów maszynowych oraz kilka granatników PIAT. Podobnie uzbrojony był oddział mjr. „Okonia”, złożony głównie z ułanów 3 szwadronu (jego liczebność Adam Borkiewicz szacował na ok. 100 żołnierzy). Plan przewidywał, że oddział „Doliny” dokona głębokiego obejścia Truskawia od zachodu i południa, po czym wykona zaskakujący atak na tyły przeciwnika. Zadanie było ryzykowne, gdyż w drodze do wsi żołnierze musieli niepostrzeżenie przejść przez odsłonięte pola, wymijając po drodze nieprzyjacielskie placówki. W podobny sposób zamierzano rozbić oddział RONA w Sierakowie, przy czym zadanie „Okonia” było nieco łatwiejsze, gdyż pod osłoną lasu i zarośniętych krzakami łąk łatwiej było obejść tę wieś z lewej flanki.

### Przebieg wypadu

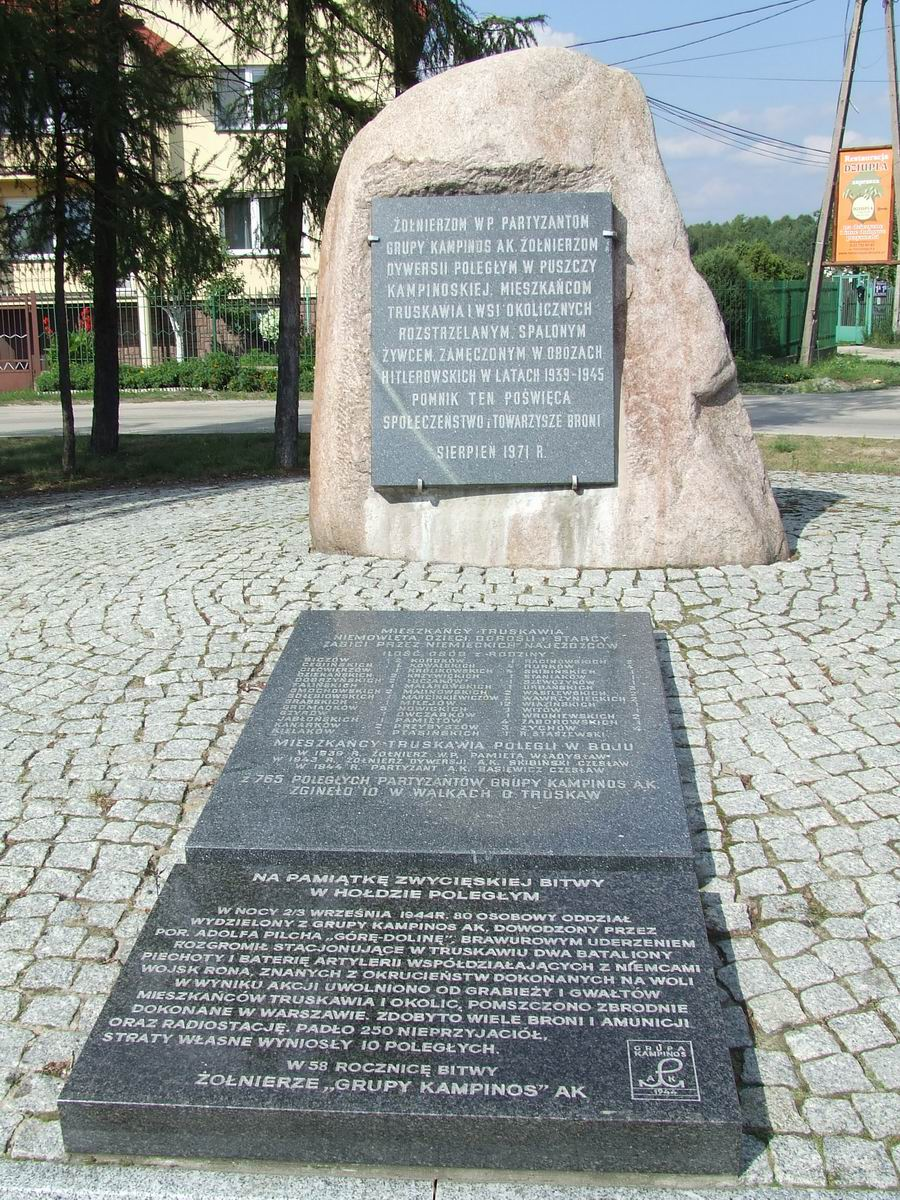
Pomnik w Truskawiu, upamiętniający m.in. zwycięski wypad oddziału „Doliny”

Latem 1944 roku zabudowania Truskawia były rozrzucone na przestrzeni blisko dwóch kilometrów i ciągnęły się od lasków Izabelina aż po podmokłe łąki, które odgradzały wieś od Puszczy Kampinoskiej. Przez miejscowość biegł szeroki trakt. Nieopodal centrum Truskawia zbiegały się drogi prowadzące na Pociechę i Mariew, tworząc w ten sposób odpowiednik dużego placu. W tym właśnie miejscu ulokował się nieprzyjacielski tabor, podczas gdy stanowiska artylerii leżały nieco dalej na północny wschód. Siły RONA kwaterujące w Truskawiu szacowano na batalion piechoty oraz baterię artylerii – razem ok. 500 żołnierzy. Cennych informacji na temat liczebności nieprzyjaciela oraz położenia jego stanowisk dostarczył „Dolinie” zwiadowca Józef Zych ps. „Sosna”, który spenetrował wieś zanim oddział uderzeniowy wyruszył na akcję.
Wymarsz z Wierszy nastąpił 2 września o godz. 19:00. Nie chcąc przed walką zbytecznie przemęczać żołnierzy „Dolina” zdecydował, że do pozycji wyjściowych oddział zostanie dowieziony furmankami. Przejazd piaszczystymi dróżkami leśnymi zajął około dwóch godzin. Po dotarciu do wysuniętych placówek w Zaborowie Leśnym żołnierze pozostawili wozy, po czym kontynuowali przemarsz pieszo. „Dolina” uprzedził o planowanej akcji por. „Jerzego” i wachm. „Narcyza”, nakazując im czekać w pogotowiu i w razie potrzeby ruszyć z odsieczą oddziałowi uderzeniowemu. Obawiając się, że w ciemnościach żołnierze mogą się pogubić, lub – co gorsza – wpaść przypadkowo na nieprzyjacielskie ubezpieczenia, „Dolina” zarządził przemarsz dwójkami w zwartym szyku. Tej nocy świecił jednak jasny księżyc i tylko utrzymująca się mgła osłaniała przemarsz oddziału. Żołnierze maszerując skrajem puszczy dotarli na odsłoniętą przestrzeń, po czym kanałem biegnącym przez pola przedostali się do lasu zwanego „Dębina”. Po drodze udało się niepostrzeżenie wyminąć nieprzyjacielskie placówki. Po krótkim odpoczynku w „Dębinie” oddział przedostał się niezauważony na piaszczyste wydmy ciągnące się wzdłuż lasku „Szałasy”, gdzie „Dolina” ponownie zarządził krótki odpoczynek. Ostatecznie po trwającym blisko dwie i pół godziny podejściu polscy żołnierze dotarli do południowo-wschodnich opłotków Truskawia.
„Dolina” podzielił wówczas swój oddział na trzy grupy. Na lewej flance znalazła się drużyna dowodzona przez por. Lecha Zabierka ps. „Wulkan”. Środkiem poruszała się drużyna por. Aleksandra Wolskiego ps. „Jastrząb”, która odpowiadała jednocześnie za zabezpieczenie tyłów. Prawą flankę zajął oddziałek por. Tadeusza Gaworskiego ps. „Lawa”, któremu towarzyszył sam „Dolina”. Ustalono, że w czasie nocnej walki hasłem rozpoznawczym będzie zawołanie „sobota!”. Polscy żołnierze wkroczyli do Truskawia około godziny 24:00. Wieś była opustoszała, gdyż większość mieszkańców uciekła wcześniej w obawie przed ronowcami. W jednym z gospodarstw żołnierze znaleźli jednak starego chłopa, który poinformował, że oddział nieprzyjaciela kwateruje w zabudowaniach folwarcznych na drugim krańcu wsi – położonym najbliżej Puszczy Kampinoskiej. Starzec ostrzegł również, iż tej nocy do wsi przybył kolejny batalion RONA dysponujący co najmniej kilkoma działami. Fakt ten oznaczał, że wyraźna już wcześniej dysproporcja sił wzrosła jeszcze bardziej. Po krótkim namyśle „Dolina” postanowił jednak atakować zgodnie z planem, licząc, że efekt zaskoczenia pozwoli zniwelować liczebną przewagę nieprzyjaciela.
Była prawdopodobnie godzina 1:00, gdy żołnierze „Doliny” przystąpili do ataku. Zaskoczenie nieprzyjaciela było kompletne. Polscy żołnierze opisywali później przebieg walki słowem „rzeź”. Wielu ronowców zginęło bowiem jeszcze we śnie, natomiast pozostali – kompletnie zaskoczeni, zazwyczaj oszołomieni alkoholem – nie byli w stanie stawić Polakom zorganizowanego oporu. W tej akcji żołnierze AK nie brali zresztą jeńców. Wkrótce znaczna część wsi stanęła w ogniu. Wielu ronowców spłonęło w podpalonych stodołach. Polscy żołnierze przerwali ogień tylko na krótką chwilę, aby umożliwić przetrzymywanym przez ronowców kobietom ucieczkę z płonących budynków. W nocnych ciemnościach walczono na najbliższą odległość i tylko umówione hasło „sobota” pozwalało polskim żołnierzom odróżnić kolegów od ronowców. Część nieprzyjacielskich żołnierzy ochłonąwszy z pierwszego zaskoczenia otworzyła ogień z granatników i broni maszynowej, lecz wobec panującego chaosu ostrzał ten raził w większym stopniu ich kolegów, niż polskich partyzantów. Nieliczne nieprzyjacielskie gniazda oporu żołnierze „Doliny” likwidowali przy użyciu granatów lub PIAT-ów. Granatami wybito między innymi dowództwo batalionu RONA, które schroniło się w piwnicy jednego z domów. Wkrótce ocalali Rosjanie rozpoczęli paniczną ucieczkę. Uciekających w kierunku wsi Ławy wybijali żołnierze „Wulkana”, podczas gdy oddziałek „Lawy” likwidował nieprzyjaciół próbujących zająć stanowiska zapasowe na wschodnich opłotkach wsi. Miały miejsce wypadki, gdy rannych ronowców dobijali miejscowi chłopi, mszcząc się w ten sposób za wcześniejsze mordy, gwałty i grabieże.
Do nieprzyjacielskiej baterii dotarła jako pierwsza drużyna wachm. Aleksandra Bibika ps. „Zaręba” z grupy por. „Jastrzębia”. Obsługę dział błyskawicznie wybito. Polscy żołnierze nie dysponowali środkami transportu, które pozwoliłyby ewakuować zdobyte działa, dlatego też większość z nich byli zmuszeni unieszkodliwić. Działa niszczono poprzez wrzucenie granatu do lufy, bądź podkładano pod ich podwozia pociski artyleryjskie obłożone wiązkami słomy, które następnie podpalano. W płomieniach stanęło również kilkadziesiąt wozów z nieprzyjacielskiego taboru. Walka już wygasała, gdy znajdujące się na furach skrzynie z amunicją zaczęły eksplodować, co chwilowo wzięto za odgłos niemieckiej odsieczy dla ronowców. Około godziny 4:00 oddział „Doliny” przystąpił do odskoku w kierunku na Zaborów Leśny. Stacjonujące w pobliskich miejscowościach jednostki nieprzyjaciela zachowywały się biernie. Wachmistrz „Zaręba” zdołał wywieźć z płonącego Truskawia jedno zdobyczne działo, podczas gdy żołnierze „Lawy” zabrali ze sobą wóz z amunicją artyleryjską.
W próżnię trafił natomiast przeprowadzony tej samej nocy wypad na Sieraków. Gdy oddział mjr. „Okonia” dotarł do wsi, okazało się, że nieprzyjaciel opuścił ją poprzedniego dnia. Oddział RONA, który wyszedł z Sierakowa był zresztą tą samą jednostką, która zakwaterowała tej nocy w Truskawiu i została tam rozgromiona przez żołnierzy „Doliny”. Józef Krzyczkowski był zdania, że niepowodzenie wypadu na Sieraków było spowodowane zaniedbaniem wcześniejszego rozpoznania pozycji nieprzyjaciela. Krytykowano także zbytnią brawurę mjr. „Okonia”, który wbrew sugestiom wachm. „Narcyza” uderzył frontalnie na Sieraków, co w przypadku napotkania oporu przeciwnika mogłoby zakończyć się porażką i ciężkimi stratami.

## Epilog
Ryzykowny wypad na Truskaw został uwieńczony całkowitym powodzeniem. Niewielki oddział „Doliny” zdołał doszczętnie rozbić dwa silne pododdziały RONA oraz zlikwidować stanowisko artylerii dające się we znaki obrońcom Pociechy. Straty poniesione tej nocy przez brygadę RONA można określić tylko w przybliżeniu. Józef Krzyczkowski i Adolf Pilch opierając się m.in. na informacjach uzyskanych od miejscowej ludności, podawali, że w czasie nocnej walki zginęło około 250 ronowców, a kolejnych 100 odniosło rany. Tadeusz Łaszkiewicz bazując na informacjach przekazanych przez partyzancki zwiad konny oszacował straty nieprzyjaciela na około 130 zabitych. Adam Borkiewicz i Tomasz Zatwarnicki oceniali z kolei, że brygada RONA straciła w tym starciu 91 zabitych. Żołnierze „Doliny” zdobyli działo kal. 75 mm wraz z wozem amunicyjnym, dwa ciężkie moździerze, 1 ckm, 13 rkm, kilkanaście pistoletów maszynowych, radiostację polową z akumulatorami oraz duże ilości amunicji i granatów. Przy ciałach zabitych ronowców znaleziono liczne zegarki i kosztowności zrabowane uprzednio w Warszawie. Ponadto Polacy zniszczyli od kilku do kilkunastu dział (w tym jedno kal. 105 mm), a także 60 karabinów oraz blisko 30 wozów z amunicją.
Polskie straty zamknęły się liczbą 10 zabitych oraz 10 rannych. W gronie poległych znaleźli się: ppor. Marcin Taszkan ps. „Tur”, kpr. Jan Szostak ps. „Fab”, kpr. Jan Łukaszewicz ps. „Januszek”, st. strzelec Jan Kazimierz Jarkowski ps. „Sewer”, st. ułan Karol Piesiewicz, st. strzelec Kazimierz Szczerbiński, strz. Jerzy Woźniak ps. „Brązowy”, strz. Jerzy Zawadzki ps. „Kri”.
Jednym z poległych w Truskawiu żołnierzy RONA był strzelec Iwan Iwanowicz Waszenko ze wsi Kociewicze w obwodzie witebskim. Przy zwłokach Waszenki znaleziono jego osobisty dziennik, który na polecenie kpt. „Szymona” został później przetłumaczony na język polski. Po zakończeniu wojny dziennik Iwana Waszenki stał się dla polskich historyków cennym źródłem informacji na temat brygady RONA oraz jej udziału w tłumieniu powstania warszawskiego.
Polskie dowództwo postanowiło utwierdzić nieprzyjaciela w przekonaniu, iż Grupa „Kampinos” przystąpiła do zakrojonych na szeroką skalę działań zaczepnych. W nocy 3/4 września przeprowadzono więc kolejny wypad – tym razem wymierzony w wieś Marianów nieopodal Leszna, gdzie kwaterował silny garnizon złożony z Niemców i ronowców. Kombinowany oddział pod dowództwem rtm. Zdzisława Nurkiewicza ps. „Nieczaj” i ppor. Zygmunta Koca ps. „Dąbrowa”, złożony z 80 ułanów z 2 i 4 szwadronu, dokonał głębokiego obejścia pozycji nieprzyjaciela, po czym uderzył na Marianów od południa. W wyniku niespełna półgodzinnej walki nieprzyjacielski oddział został doszczętnie rozbity, tracąc od 60 do 100 zabitych. Do niewoli wzięto od 22 do 24 ronowców. Zostali oni rozstrzelani, gdy odnaleziono przy nich przedmioty i kosztowności zrabowane w Warszawie. Ułani zdobyli 2 rkm, 7 pistoletów maszynowych, kilka koni z siodłami oraz kilkadziesiąt karabinów. Polskie straty ograniczyły się do jednego zabitego i pięciu rannych.
4 września pododdziały RONA wycofały się na linię Laski–Izabelin–Hornówek–Lipków, podpalając wcześniej połowę zabudowań Truskawia i niemal cały Sieraków. Ronowcy nie odważyli się już prowadzić działań ofensywnych przeciw Grupie „Kampinos”, ograniczając się do terroryzowania mieszkańców okolicznych wsi. 15 września resztki pułku załadowano do transportu w Błoniu i odesłano w rejon Raciborza, gdzie stacjonowała reszta sił RONA. Całą brygadę wcielono później w skład organizowanej na terenie Niemiec rosyjskiej 29 Dywizji Grenadierów SS.

## Upamiętnienie
W Truskawiu, na skrzyżowaniu dróg wiodących z Izabelina i Borzęcina do Pociechy, odsłonięto w sierpniu 1971 pamiątkowy głaz i tablicę, poświęcone żołnierzom WP i AK oraz mieszkańcom Truskawia i okolicznych wsi poległym i pomordowanym w czasie II wojny światowej. We wrześniu 2002 przy pomniku odsłonięto kolejną tablicę, upamiętniającą zwycięski wypad oddziału „Doliny”.
W Pociesze, na niewielkim wzniesieniu okolonym murem, znajduje się także pomnik ku czci żołnierzy z kompanii „Jerzyków” poległych w obronie wsi w dniach 28 sierpnia – 2 września 1944. Pomnik tworzy stylizowany krzyż oraz ustawiona pod kątem tablica.